# 프랑스 (2021년 영화)
《프랑스》(France)는 브뤼노 뒤몽 감독이 연출한 2021년 코미디 드라마 영화이다. 레아 세두가 유명 언론인인 주인공 '프랑스 드뫼르'를 연기한다.
2021년 칸 영화제에서 처음 공개되었고, 같은 해 8월 프랑스 극장에 공개되었다. 대한민국에는 제26회 부산국제영화제에서 상영되고, 2022년 1월 6일 개봉 예정이다.

## 줄거리
영화 '프랑스'는 유명 TV 뉴스 쇼의 스타 기자 프랑스 드 뫼르의 삶을 따라간다. 그녀는 전쟁 지역에서 강렬하고 진실된 보도를 하는 것으로 알려져 있지만, 실제로는 자신의 모습을 과시하는 연출에 더 신경 쓰는 모습을 보인다. 냉소적인 조수인 루의 영향도 크다. 프랑스는 작가인 남편 프레드와 아들 조조와 관계가 소원하고, 일에 대부분의 시간을 쏟는다.
어느 날 아침, 아들을 학교에 데려다주던 중 스쿠터를 탄 젊은 남자를 치는 사고가 발생한다. 이 사건은 소셜 네트워크에서 빠르게 퍼져나가고, 프랑스는 자신의 인기가 얼마나 허약한지를 깨닫는다. 병원에 입원한 밥티스트에게 진심으로 죄책감을 느낀 그녀는 남편의 반대에도 불구하고 그의 가족을 돕기로 한다. 이후 우울증에 빠진 프랑스는 방송국을 떠나 바이에른의 한 휴양지로 향하고, 그곳에서 치료 중인 젊은 남자 샤를 카스트로를 만나 사랑에 빠진다. 샤를은 그녀의 유명세를 모르는 사람인 줄 알았지만, 사실 그는 그녀에 대한 기사를 쓰기 위해 의도적으로 접근한 비양심적인 기자였다. 샤를이 진심으로 사랑에 빠졌다고 고백하지만 프랑스는 그를 거부한다.
파리로 돌아온 프랑스는 다시 방송국 일을 시작하고, 샤를은 그녀에게 집착하며 괴롭힌다. 여전히 우울증에서 벗어나지 못한 그녀에게 남편과 아들이 교통사고로 사망하는 비극이 닥친다. 절망의 끝에서 프랑스는 이전의 문제들이 사소했음을 깨닫고, 의지할 사람이 샤를밖에 없다는 생각에 그에게 다시 기회를 준다.

## 출연진
- 레아 세두 - 프랑스 드뫼르
- 블랑슈 가르댕 - 루
- 뱅자맹 비올레 - 프레드 드뫼르
- 에마뉘엘 아리올리 - 샤를 카스트로
- 율리아네 쾰러 - 아르펠
- 가에탕 아미엘 - 조
- 제와드 제마르 - 바티스트
- 마르크 베티넬리 - 롤로